# Zygmunt Idzikowski
Zygmunt Zenon Idzikowski (* 1884 in Kalisch, Gouvernement Kalisch; † 28. August 1911 in Warschau, Weichselland) war ein polnischer Lyriker der Epoche des Symbolismus.

## Leben
Sein Vater Edmund stammte aus dem Adel des Kreises Kalisch, war Grundbesitzer und Rechtsanwalt, die Mutter, Wanda geb. Łopuska, war ebenfalls adliger Herkunft. Der Vater starb schon um 1890. Nach seinem Tode zog die Mutter mit dem Sohn zuerst nach Zakopane und später nach Warschau. Zygmunt debütierte schon als 16-Jähriger in Warschauer Zeitschriften. Er ernährte sich als Lehrer der Muttersprache in Warschauer Mädchenpensionen. Im Jahre 1910 heiratete Zygmunt die wegen ihrer Schönheit berühmte Schauspielerin Zofia Kubecka und nahm die Arbeit in einer Warschauer Versicherungsgesellschaft auf, gleichzeitig gehörte er zur Gruppe der jungen Literaten, an deren Spitze Wacław Lieder stand (der aber nicht mehr schrieb), ein Freund von Stefan George, die von den ästhetischen Ideen Georges beeinflusst waren und ihre Gedichte in der neu gegründeten Zeitschrift "Sztuka" ("Die Kunst"), einer Nachahmung der  Georgeschen "Blätter für die Kunst" veröffentlichten. Noch zu Lebzeiten Idzikowskis wurden seine gesammelten Gedichte vom Verlag der Sztuka in einer erlesenen graphischen Aufmachung herausgegeben. Seine Lyrik war düster und voll von Pessimismus und Katastrophismus.
Am 28. August 1911 erschoss Zygmunt in einem Anfall von Eifersucht seine neunzehnjährige Frau und beging danach Selbstmord. Das Ehepaar wurde ohne Teilnahme des Klerus auf dem Warschauer Powązki-Friedhof in der Abteilung für Selbstmörder begraben.

## Werke
- Poezje. Warschau 1910